# Соса Эскалада, Густаво
Густаво Соса Эскалада (исп. Gustavo Sosa Escalada; 16 января 1877, Буэнос-Айрес — 1943, Асунсьон) ― парагвайский классический гитарист, композитор и музыкальный педагог.

## Биография
Родился в семье парагвайца, по политическим мотивам перебравшегося в Аргентину. Учился в Буэнос-Айресе и в Консепсьоне-дель-Уругвай (Аргентина), изучал математику и навигацию в аргентинской Морской школе. Искусству игры на гитаре учился под руководством Хуана Алаиса и Карлоса Гарсиа Тольсы. С середины 1890-х годов выступал как гитарист в Парагвае, с 1898 года преподавал гитару в Асунсьоне; наиболее известным его учеником (и наиболее известным парагвайским гитаристом) стал Агустин Барриос. Автор различных маршей, полек и концертных пьес для гитары. Сотрудничал как музыкальный критик с различными парагвайскими и аргентинскими газетами. Опубликовал также книгу «Корабль-призрак» (исп. El buque fantasma; 1905), по горячим следам рассказывающую о событиях парагвайской Августовской революции 1904 года.